# Congrès international d'architecture moderne
Les congrès internationaux d'architecture moderne ou CIAM sont nés du besoin de promouvoir une architecture et un urbanisme fonctionnels. La première rencontre eut lieu en 1928, à La Sarraz (Suisse) grâce à Hélène de Mandrot, et Le Corbusier y joua un rôle important. Le dernier congrès « officiel » des CIAM, le 10e du nom, eut lieu à Dubrovnik en 1956. Mais c'est en 1959, à Otterlo, aux Pays-Bas, que certains membres décidèrent de mettre fin à ces congrès. Certains d'entre eux ont poursuivi les réunions sous la dénomination Team 10.

## Formation et membres
Le CIAM s'est constitué au château de La Sarraz en juin 1928 grâce à l'impulsion d'Hélène de Mandrot qui voulait créer une émulation pour l'architecture moderne dans sa propriété. 28 architectes européens s'y sont réunis dont Le Corbusier et Sigfried Giedion (premier secrétaire général).
Les autres membres sont Karl Moser (premier président et absent à La Sarraz), Victor Bourgeois, Pierre Chareau, Josef Frank, Gabriel Guevrekian, Max Ernst Haefeli (de), Hugo Häring, Arnold Hoechel (de), Huib Hoste, Pierre Jeanneret (cousin de Le Corbusier), André Lurçat, Ernst May, Max Cetto (en), Fernando García Mercadal, Hannes Meyer, Werner Max Moser, Carlo Enrico Rava, Gerrit Rietveld, Alberto Sartoris, Hans Schmidt (de), Mart Stam, Rudolf Steiger, Henri-Robert Von der Mühll et Juan de Zavala.
Par la suite, d'autres membres importants rejoignent le groupe, tels Aino Aalto, Alvar Aalto, Charlotte Perriand, Hendrik Petrus Berlage, Cornelis van Eesteren, Minnette de Silva et Bruno Elkouken.

## Influence
Le Corbusier publia la Charte d'Athènes en 1941 (reprise des conclusions du CIAM IV de 1933, texte fondateur de l'architecture et de l'urbanisme moderne).
Ce texte énonce les moyens d'améliorer les conditions d'existence dans la ville moderne, qui doit permettre l'épanouissement harmonieux de quatre grandes fonctions humaines : habiter, travailler, se divertir et circuler. Mais son « manifeste concret » reste la construction des CIAM pour l’exposition internationale de 1937 : un « Pavillon des temps nouveaux, essai de musée d’éducation populaire (urbanisme) ».

## Les congrès
- 1928, CIAM I, La Sarraz, Suisse, Fondation du CIAM
- 1929, CIAM II, Francfort-sur-le-Main, Allemagne
- 1930, CIAM III, Bruxelles, Belgique
- 1933, CIAM IV, Athènes, Grèce
- 1937, CIAM V, Paris, France
- 1947, CIAM VI, Bridgwater, Royaume-Uni,
- 1949, CIAM VII, Bergame, Italie
- 1951, CIAM VIII, Hoddesdon, Royaume-Uni
- 1953, CIAM IX, Aix-en-Provence, France
- 1956, CIAM X, Dubrovnik, Yougoslavie
- 1959, CIAM XI, Otterlo, Pays-Bas, dissolution des CIAM organisée par Team X